# Паніцке Дравце
Паніцке Дравце (словац. Panické Dravce) — село, громада округу Лученець, Банськобистрицький край, центральна Словаччина, регіон Новоград. Кадастрова площа громади — 11,15 км².
Населення 754 особи (станом на 31 грудня 2017 року).

## Історія
Паніцке Дравце згадується в 1573 році.

## Населення
| Рік:            | 1994. | 2004.   | 2014.   | 2024.   |
| --------------- | ----- | ------- | ------- | ------- |
| Кількість осіб: | 718   | 737     | 745     | 738     |
| Різниця:        |       | +2,64 % | +1,08 % | -0,93 % |

| Рік:            | 2023. | 2024.   |
| --------------- | ----- | ------- |
| Кількість осіб: | 737   | 738     |
| Різниця:        |       | +0,13 % |